# Thân (Địa chi)
Thân (申) là một trong số 12 chi của Địa chi, thông thường được coi là địa chi thứ 9. Đứng trước nó là Mùi, đứng sau nó là Dậu.
Tháng Thân trong nông lịch là tháng bảy âm lịch. Về thời gian thì giờ Thân tương ứng với khoảng thời gian từ 15:00 tới 17:00 trong 24 giờ mỗi ngày. Về phương hướng thì Thân chỉ hướng tây tây nam. Theo Ngũ hành thì Thân tương ứng với Kim, theo thuyết Âm-Dương thì Thân là Dương.
Thân mang ý nghĩa là ốm đau rên rỉ, chỉ trạng thái quả cây ngưng đọng không phát triển được nữa trong khoảng thời gian này tại các vĩ độ ôn đới thấp và nhiệt đới (khoảng đầu mùa thu theo quan điểm của người Á Đông).
Để tiện ghi nhớ hoặc là do sự giao thoa văn hóa nên mỗi địa chi được ghép với một trong 12 con giáp. Thân tương ứng với khỉ.
Trong lịch Gregory, năm Thân là năm chia hết cho 12.

## Các can chi Thân
- Giáp Thân
- Bính Thân
- Mậu Thân
- Canh Thân
- Nhâm Thân